# 異杜父魚
異杜父魚，為輻鰭魚綱鮋形目杜父魚亞目杜父魚科的其中一種。目前已知分布於西北太平洋區日本新潟縣外海，屬底棲性魚類，棲息深度達水深100公尺，體長可達3公分，生活習性不明。